# Färöischer Fußballpokal 2011
Der Färöische Fußballpokal 2011, ebenfalls bekannt als Løgmanssteypið 2011, fand zwischen dem 26. März und 5. August 2011 statt und wurde zum 57. Mal ausgespielt. Im Endspiel, welches im Við Djúpumýrar in Klaksvík auf Kunstrasen ausgetragen wurde, siegte Titelverteidiger EB/Streymur mit 3:0 gegen ÍF Fuglafjørður und konnte den Pokal somit zum vierten Mal gewinnen. Zudem nahm EB/Streymur dadurch an der 1. Qualifikationsrunde zur UEFA Europa League 2012/13 teil.
EB/Streymur und ÍF Fuglafjørður belegten in der Meisterschaft die Plätze zwei und sieben. Mit AB Argir erreichte ein Zweitligist das Viertelfinale.

## Teilnehmer
Teilnahmeberechtigt waren alle 19 A-Mannschaften der vier färöischen Ligen. Im Einzelnen waren dies:
| Vodafonedeildin | 1. Deild                                           | 2. Deild              | 3. Deild            |
| 07 Vestur B36 Tórshavn B68 Toftir B71 Sandur EB/Streymur HB Tórshavn ÍF Fuglafjørður KÍ Klaksvík NSÍ Runavík Víkingur Gøta | AB Argir FC Hoyvík FC Suðuroy Skála ÍF TB Tvøroyri | Royn Hvalba Undrið FF | FF Giza MB Miðvágur |

## Modus
Sämtliche Erstligisten sowie drei ausgeloste Zweitligisten waren für die 1. Runde gesetzt. Die verbliebenen Mannschaften spielten in einer Runde die restlichen drei Teilnehmer aus. Alle Runden wurden im K.-o.-System ausgetragen.

## Qualifikationsrunde
Die Partien der Qualifikationsrunde fanden am 26. März statt. Die Auslosung für diese und die nachfolgende Runde wurde am 7. März durchgeführt.
|             | Ergebnis  |             |
| ----------- | --------- | ----------- |
| Skála ÍF    | 7:2 (4:1) | Royn Hvalba |
| TB Tvøroyri | 2:0 (2:0) | FF Giza     |
| Undrið FF   | 6:0 (1:0) | MB Miðvágur |

## 1. Runde
Die Partien der 1. Runde fanden am 2. und 3. April statt.
|                 | Ergebnis  |               |
| --------------- | --------- | ------------- |
| 07 Vestur       | 3:0 (1:0) | FC Suðuroy    |
| AB Argir        | 1:0 (1:0) | TB Tvøroyri   |
| B68 Toftir      | 5:0 (3:0) | FC Hoyvík     |
| HB Tórshavn     | 0:2 (0:0) | Víkingur Gøta |
| ÍF Fuglafjørður | 6:0 (1:0) | Skála ÍF      |
| NSÍ Runavík     | 2:0 (2:0) | B71 Sandur    |
| Undrið FF       | 0:2 (0:1) | KÍ Klaksvík   |
| B36 Tórshavn    | 0:2 (0:1) | EB/Streymur   |

## Viertelfinale
Die Viertelfinalpartien fanden am 4. Mai statt.
|                 | Ergebnis                         |             |
| --------------- | -------------------------------- | ----------- |
| 07 Vestur       | 1:0 (1:0)                        | KÍ Klaksvík |
| ÍF Fuglafjørður | 7:1 (1:1)                        | AB Argir    |
| NSÍ Runavík     | 0:3 (0:1)                        | EB/Streymur |
| Víkingur Gøta   | 2:2 n. V. (1:1, 0:0) (2:4 i. E.) | B68 Toftir  |

## Halbfinale
Die Hinspiele im Halbfinale fanden am 19. Mai statt, die Rückspiele am 14. Juni.
|                 | Gesamt    |             | Hinspiel  | Rückspiel |
| --------------- | --------- | ----------- | --------- | --------- |
| B68 Toftir      | 2:3       | EB/Streymur | 0:0       | 2:3 (2:3) |
| ÍF Fuglafjørður | (a)2:2(a) | 07 Vestur   | 1:0 (0:0) | 1:2 (0:0) |

## Finale
| Paarung         | ÍF Fuglafjørður – EB/Streymur |
| Ergebnis        | 0:3 (0:1) |
| Datum           | 5. August 2011 |
| Stadion         | Við Djúpumýrar, Klaksvík |
| Zuschauer       | 2278 |
| Schiedsrichter  | Lars Müller (Hvalba) |
| Tore            | 0:1 Arnbjørn T. Hansen (10.) 0:2 Daniel Udsen (55., Elfmeter) 0:3 Arnbjørn T. Hansen (90.) |
| ÍF Fuglafjørður | Jákup Mikkelsen – Áki Petersen, Uni R. Petersen, Jan Ó. Ellingsgaard – Nenad Saric (86. Atli Petersen), Aleksandar Jovevic (75. Poul Ennigarð), Bogi A. Løkin, Frank H. Poulsen (60. Hanus Eliasen), Dánjal á Lakjuni, Høgni J. Zachariassen – Bartal Eliasen Cheftrainer: Símun Eliasen, Rúni Nolsøe |
| EB/Streymur     | René Tórgarð – Gert Aage Hansen (24. Leif Niclasen), Egil á Bø , Pætur Dam Jacobsen (90. Brian Olsen) – Alex José dos Santos, Daniel Udsen, Hans Pauli Samuelsen (81. Arnar Dam), Marni Djurhuus, Levi Hanssen – Arnbjørn T. Hansen, Sorin Anghel Cheftrainer: Heðin Askham                           |
| Gelbe Karten    | Bartal Eliasen, Jákup Mikkelsen – Pætur Dam Jacobsen, Sorin Anghel, Arnbjørn T. Hansen |

## Torschützenliste
Bei gleicher Anzahl von Treffern sind die Spieler nach dem Nachnamen alphabetisch geordnet.
| Platz | Spieler               | Verein          | Tore |
| ----- | --------------------- | --------------- | ---- |
| 1     | Ibrahima Camara       | B68 Toftir      | 04   |
| 2     | Bartal Eliasen        | ÍF Fuglafjørður | 03   |
| 2     | Bogi A. Løkin         | ÍF Fuglafjørður | 03   |
| 4     | Erland Berg Danielsen | Skála ÍF        | 02   |
| 4     | Arnbjørn T. Hansen    | EB/Streymur     | 02   |
| 4     | Dánjal Pauli Højgaard | B68 Toftir      | 02   |
| 4     | Jákup Johansen        | Skála ÍF        | 02   |
| 4     | Finnur Justinussen    | Víkingur Gøta   | 02   |
| 4     | Tamba Yarjah          | 07 Vestur       | 02   |
| 4     | Høgni J. Zachariassen | ÍF Fuglafjørður | 02   |